# Zotzenheimer Horn
Das Zotzenheimer Horn ist ein etwa 247,5 m ü. NHN hoher Ausläufer der Napoleonshöhe (271,4 m) im Rheinhessischen Hügelland. Es liegt bei Zotzenheim im rheinland-pfälzischen Landkreis Mainz-Bingen.

## Geographie

### Lage
Das Zotzenheimer Horn befindet sich auf der Gemeindegrenze von Zotzenheim und Sprendlingen. Als Südwestausläufer des Plateaus von Ober-Hilbersheim liegt seine Spornlage etwa 2,3 km nördlich von Sprendlingen, 1,8 km nordöstlich von Zotzenheim und 2 km östlich von Welgesheim, drei Ortsgemeinden, die sich in Südost-Nordwest-Richtung entlang dem Wiesbach aufreihen.

### Naturräumliche Zuordnung
Der Zotzenheimer Horn liegt in der naturräumlichen Haupteinheitengruppe Nördliches Oberrheintiefland (Nr. 22), in der Haupteinheit Rheinhessisches Tafel- und Hügelland (227) und in der Untereinheit Nördliches Tafelland (227.1) auf der Grenze der Naturräume Westplateau (227.11) im Nordosten und Rheinhessische Randstufe (227.10) im Südwesten.

### Höhenlage
Einen Gipfel hat das Zotzenheimer Horn nicht, weil das Gelände von der Napoleonshöhe (271,4 m) hochlandartig sanft nach Südwesten zum Plateausporn an der 247,5-m-Höhenlinie abfällt; in dieser Richtung fällt die Landschaft weiter bis nach Zotzenheim (ca. 105 m) ab. Auf mittleren und unteren Hanglagen des Horns breiten sich Weinlagen aus.

## Schutzgebiete
Überwiegend nördlich des Zotzenheimer Horns liegt das Naturschutzgebiet Horn bei Zotzenheim (CDDA-Nr. 163795; 1991 ausgewiesen; 64,1 ha groß). Daran grenzt im Nordosten das Vogelschutzgebiet Ober-Hilbersheimer Plateau (VSG-Nr. 6014-403; 24,99 km²).

## Geschichte
Von 1813 bis 1814, zu Zeiten Napoléons, befand sich auf dem Zotzenheimer Horn eine Telegrafenstation der Optischen Telegrafenlinie Metz–Mainz, womit Nachrichten zwischen Mainz, der Hauptstadt des damaligen Départements du Mont-Tonnerre am Donnersberg, und Metz und von dort aus nach Paris übermittelt wurden. 2003 wurde eine Schutzhütte errichtet.

## Aussichtsmöglichkeit
Vom Zotzenheimer Horn bietet sich ein umfassender Rundblick zum Taunus (Norden), Binger Wald (Nordwesten), Hunsrück mit Soonwald (Westen) und Nordpfälzer Bergland (Südwesten) sowie in das Nahetal (Westen) und in das Tal des Wiesbachs (Südwesten). Bei guten Sichtbedingungen sind über 40 Ortschaften zu sehen.

## Verkehr und Wandern
Östlich vorbei am Zotzenheimer Horn und an der Napoleonshöhe führt zwischen Sprendlingen und Ober-Hilbersheim die an der Hanglage kurvige Landesstraße 415. Zum Beispiel an dieser Straße beginnend kann man zum Horn wandern.